# Elephant & Castle metróállomás
Az Elephant & Castle a londoni metró egyik állomása az 1-es és 2-es zóna határán, a Bakerloo line és a Northern line érinti.

## Története
Az állomást 1890. december 18-án adták át a City and South London Railway egyik állomásaként. Napjainkban a Northern line része. A Bakerloo line állomását 1906. augusztus 5-én helyezték üzembe.

## Forgalom
| Járat | Útvonal | Gyakoriság     |
| ----- | --- | -------------- |
|       | Harrow & Wealdstone – Kenton – South Kenton – North Wembley – Wembley Central – Stonebridge Park – Harlesden – Willesden Junction – Kensal Green – Queen’s Park – Kilburn Park – Maida Vale – Warwick Avenue – Paddington – Edgware Road – Marylebone – Baker Street – Regent’s Park – Oxford Circus – Piccadilly Circus – Charing Cross – Embankment – Waterloo – Lambeth North – Elephant & Castle | 3 percenként   |
|       | (High Barnet és Edgware felől –) Camden Town – Euston – King’s Cross St. Pancras – Angel – Old Street – Moorgate – Bank – London Bridge – Borough – Elephant & Castle – Kennington – Oval – Stockwell – Clapham North – Clapham Common – Clapham South – Balham – Tooting Bec – Tooting Broadway – Colliers Wood – South Wimbledon – Morden                                                          | 2-3 percenként |

## Átszállási kapcsolatok
| Állomás           | Átszállási kapcsolatok |
| ----------------- | --- |
| Elephant & Castle | National Rail, Thameslink (Elephant & Castle) Helyi buszok (Elephant & Castle / London Road, Newington Causeway, Elephant & Castle Station) |

## Fordítás
- Ez a szócikk részben vagy egészben  az   Elephant & Castle tube station című angol Wikipédia-szócikk fordításán alapul.  Az eredeti cikk szerkesztőit annak laptörténete sorolja fel. Ez a jelzés csupán a megfogalmazás eredetét és a szerzői jogokat jelzi, nem szolgál a cikkben szereplő információk forrásmegjelöléseként.